# 有一位神 (專輯)
有一位神（There Is A God）為讚美之泉一張2012年推出的兒童敬拜讚美專輯，其英文版本名稱為There Is A God，為讚美之泉第三張兒童敬拜讚美專輯。本專輯一共收錄了11首詩歌
。當中，除祢的慈愛外，本張專輯的其他詩歌均附有伴唱音樂，全張專輯的所有詩歌均由讚美之泉兒童詩班 (SOP Kids Choir)演唱。而親愛的要記得及爸爸媽媽的愛則屬於本專輯的新詩歌。

## 收錄詩歌
1. 如果你想知道_If You Want To Know (Where Love Is)
2. 我們是光明之子_We Are The Children of Light
3. 有一位神_There Is A God
4. 求主充滿我_Come And Fill Me Up
5. 親愛的要記得_My Son, Remember
6. 爸爸媽媽的愛_The Love of Dad And Mom
7. 祢的慈愛_Unfailing Love
8. 喔！十字架_In The Cross
9. 進入豐盛_Into His Abundance
10. 祢的同在_Your Presence
11. 彈琴唱歌讚美祢_Praise Him！

## 外部連結
- 專輯官網資料[永久]